# Okręg wyborczy Vauxhall
Okręg wyborczy Vauxhall został utworzony w 1950 w części londyńskiej dzielnicy Lambeth w miejsce zlikwidowanego okręgu Lambeth North. Okręg wysyła do brytyjskiej Izby Gmin jednego deputowanego. Obecnie jest to Kate Hoey z Partii Pracy.

## Deputowani do Izby Gmin z okręgu Vauxhall
| Wybory | Deputowany     | Partia       |
| ------ | -------------- | ------------ |
| 1950   | George Strauss | Partia Pracy |
| 1979   | Stuart Holland | Partia Pracy |
| 1989   | Kate Hoey      | Partia Pracy |